# Dammsjön (Norbergs socken, Västmanland, 666609-151552)
Dammsjön är en sjö i Norbergs kommun i Västmanland och ingår i Dalälvens huvudavrinningsområde. Sjön har en area på 0,0756 kvadratkilometer och ligger 146,3 meter över havet.

## Delavrinningsområde
Dammsjön ingår i det delavrinningsområde (666794-151646) som SMHI kallar för Mynnar i Dalälvens vattendragsyta. Medelhöjden är 132 meter över havet och ytan är 18,43 kvadratkilometer. Det finns ett avrinningsområde uppströms, och räknas det in blir den ackumulerade arean 38,5 kvadratkilometer. Vattendraget som avvattnar avrinningsområdet har biflödesordning 2, vilket innebär att vattnet flödar genom totalt 2 vattendrag innan det når havet efter 126 kilometer. Avrinningsområdet består mestadels av skog (66 procent). Avrinningsområdet har 0,4 kvadratkilometer vattenytor vilket ger det en sjöprocent på 2,2 procent. Bebyggelsen i området täcker en yta av 1,64 kvadratkilometer eller 9 procent av avrinningsområdet.